# До-Гуш (Марказі)
До-Гуш (перс. دوگوش) — село в Ірані, у дегестані Мазрае-Нов, у Центральному бахші, шахрестані Аштіан остану Марказі. За даними перепису 2006 року, його населення становило 8 осіб, що проживали у складі 4 сімей.

## Клімат
Середня річна температура становить 13,84 °C, середня максимальна – 33,18 °C, а середня мінімальна – -9,34 °C. Середня річна кількість опадів – 215 мм.
| Клімат поселення                              | Клімат поселення | Клімат поселення | Клімат поселення | Клімат поселення | Клімат поселення | Клімат поселення | Клімат поселення | Клімат поселення | Клімат поселення | Клімат поселення | Клімат поселення | Клімат поселення | Клімат поселення |
| Показник                                      | Січ.             | Лют.             | Бер.             | Квіт.            | Трав.            | Черв.            | Лип.             | Серп.            | Вер.             | Жовт.            | Лист.            | Груд.            |                  |
| Середній максимум, °C                         | 9,02             | 11,70            | 17,04            | 23,23            | 27,64            | 31,50            | 33,18            | 32,14            | 28,52            | 22,73            | 16,39            | 9,96             |                  |
| Середня температура, °C                       | −0,15            | 2,51             | 7,86             | 14,04            | 18,45            | 22,31            | 26,21            | 25,18            | 21,55            | 15,76            | 9,41             | 2,98             |                  |
| Середній мінімум, °C                          | −9,34            | −6,67            | −1,33            | 4,86             | 9,26             | 13,12            | 19,23            | 18,20            | 14,57            | 8,78             | 2,44             | −3,99            |                  |
| Норма опадів, мм                              | 33               | 32               | 40               | 27               | 20               | 2                | 1                | 1                | 0                | 9                | 20               | 30               |                  |
| Середньомісячна швидкість вітру, м/с          | 1.36             | 2.00             | 2.53             | 2.90             | 2.70             | 2.52             | 2.69             | 2.40             | 2.20             | 2.08             | 1.91             | 1.32             |                  |
| Середньомісячна сонячна радіація, кДж/м²·день | 9502             | 12721            | 15229            | 18616            | 22528            | 26714            | 26013            | 24198            | 21012            | 15665            | 11241            | 9233             |                  |
| --------------------------------------------- | ---------------- | ---------------- | ---------------- | ---------------- | ---------------- | ---------------- | ---------------- | ---------------- | ---------------- | ---------------- | ---------------- | ---------------- | ---------------- |
| Джерело:                                      |                  |                  |                  |                  |                  |                  |                  |                  |                  |                  |                  |                  |                  |